# كيتشرو ناكايا
كيتشرو ناكايا (4 يوليو 1900 - 11 أبريل 1962) هو فيزيائي ياباني وكاتب مقالات علمية عرف بدراساته في علم الجليد وعلوم الدرجات المنخفضة، ويعود له الفضل في اختراع أول ثلج صناعي.